# Saint-Pierre-du-Mesnil

Saint-Pierre-du-Mesnil este o comună în departamentul Eure, Franța. În 1 ianuarie 2018 avea o populație de 93 de locuitori.